# 건강하고 문화적인 최저한도의 생활
《건강하고 문화적인 최저한도의 생활》은 카시와기 하루코의 만화가 원작으로, 《빅 코믹 스피리츠》(쇼가쿠칸)에서, 2014년 18호부터 연재를 시작하였다. 연속드라마로 제작된 이후 판매부수가 총 6권 70만 부 이상이 판매되었다. 드라마 공식 약칭은 켄카츠라고 불린다.

## 개요
다른 사람의 인생에 대해, 최근 진심으로 생각해 본 적 있습니까?
내가 생각하는 안정이란 어디에 가버린 걸까요?
나는 절대 다른 사람의 인생에 관여해서 누군가를 변화시킬 만한 사람이 아닙니다.
이런 저라도 무언가 해줄 수 있는 게 있을까요?
누군가의 인생에 관여해 더 좋은 삶을 누릴 수 있도록,
신인 케이스워커의 성장이야기가 시작된다.
"모든 국민은 건강하고 문화적인 최저한도의 생활을 누릴 권리를 가진다!"
해당 캐치프래이즈를 내걸고 시작한 이 드라마의 원작은 카시와기 하루코가 똑같은 제목으로 출시한 만화이다.
만화는 "이 만화가 대단해! 2015"에서 10위 안에 드는 등 놀라운 성적을 기록하였고
독자들 사이에서도 생활보호라는 주제를 리얼하게 잘 풀어냈다는 평이 자자하다.

## 등장인물

### 히가시구청 생활과 직원
요시츠네 에미루 (22세) | 義経えみる 
- 배우 : 요시오카 리호
- 위치 :  22살의 신입 공무원
- 성격 : 정이 많고 솔직한 성격.
- 특이점
  - 원래 꿈인 영화감독을 포기하고 안정적인 삶을 원하여 공무원이 된 평범한 여자
  - 생활보호 대상자들에게 깊이 감정이입하고 그런 모습이 그들에게 위안이 되어 준다.

한다 아키노부 (45세) | 半田明伸 
- 배우 : 이우라 아라타
- 위치 :  에미루의 지도 담당
- 성격 : 부드럽고 모두를 포용하는 사람, 때로는 종잡을 수 없는 독특한 면을 가지고 있음
- 특이점
  - 생활보장 현장에서 다년간의 경험을 가진 선배
  - 프로페셔널한 일처리로 주위에 의지가 되는 존재

 교고쿠 다이키 (35세) | 京極大輝 
- 배우 : 다나카 케이
- 위치 : 현실파 계장
- 성격 : 이상적이고 현실주의적인 성격
- 특이점
  - 돈에 대해 엄격한 지도를 하는 계장
  - 생활보호 대상자에게 과할 정도로 감정이입하는 에미루때문에 곤란한 상황에 처하기도 함
  - 한다와는 정반대 성격으로 사회의 혹독함을 알려주는 상사

쿠리하시 치나 (22세) | 栗橋千奈
- 배우 : 카와에이 리나
- 위치 :  에미루의 동기 & 생활과의 얼음공주
- 성격 : 커뮤니케이션에 소질이 없어 차갑다는 인상을 보일 때가 많음
- 특이점
  - 에미루와 입사동기이며, 복지전문직으로 채용된 엘리트코스
  - 무지하지만 열정만 가지고 덤비는 에미루를 질려하지만 속으로는 부러워 하고 있음

 시치죠 류이치 (22세) | 七条竜一 
- 배우 : 야마다 유키(山田裕貴)
- 위치 :  에미루의 입사동기
- 성격 : 모든 일을 확실히 말하는 타입인 반면, 때로는 엄마에게 의지하는 마마보이 같은 면은 가지고 있음
- 특이점
  - 엄마가 홀로 자신을 키워냈기에 엄마에게 의존하는 면이 높음
  - 평생을 자신을 위해 헌신한 어머니를 봐왔기 때문에 일하는 않는 자에게 가차 없음

고토오 다이몬 (22세) | 後藤大門
- 배우 : 코조노 료(小園凌央)
- 위치 :  에미루의 입사동기
- 특이점 : 22년 모태솔로의 신인 복지사

모모하마 미야코 (22세) | 桃浜都 
- 배우 : 미나카미 쿄카(水上京香)
- 위치 :  에미루의 동기
- 성격 : 온후한 성격
- 특이점 : 가족관계는 절대적이라는 생각으로 일해왔지만 일을 하면 할수록 그 생각이 바뀌게 됨

이시바시 고로 (50세) | 石橋五郎 
- 배우 : 우치바 카츠노리(内場勝則)
- 위치 : 에미루의 선배 복지사
- 성격 : 온후한 성격을 가졌지만 때로는 냉철함
- 특이점
  - 간사이 사투리를 쓰며, 항상 검은 팔토시를 하고 있음
  - 과거에 담당한 알코올 중독 수급자가 사망한 뒤, 수급자 개개인에게 감정이입을 하지 않게 됨

### 기타
아쿠사와 마사오 (53세) | 阿久沢正男 
- 배우 : 엔도 켄이치
- 위치 : 에미루가 담당한 전 생활 보호 수급자

 아오야기 마도카 (35세) | 青柳円 
- 배우 : 토쿠나가 에리
- 위치 : 에미루가 단골인 아오야기 식당의 주인.
- 성격 : 입이 거칠지만 눈물이 많음
- 특이점 : 생활 보장비로 술을 마시는 수급자를 본 적이 있기 때문에 생활 보장을 부정적으로 보고 있음

 카타오카 마리 | 片岡麻里 
- 배우 : 아베 준코 (阿部純子)
- 위치 : 아쿠사와 마사오의 딸

## 스태프
- 원작 - 카시와기 하루코《건강하고 문화적인 최저한도의 생활》(《빅 코믹스 스피리츠》(쇼가쿠칸))
- 각본 - 야지마 코이치, 키시모토 아유카
- 음악 - fox capture plan
- 주제가 - AAA "Tomorrow" (avex trax)
- 오프닝 - 야스타 레이 "Sunny" (SME Records)
- 케이스워커 감수 - 에토 아키라 (전국공적부조연구소 全国公的扶助研究会)
- 법률자문 - 아시하라 아이치로
- 연출 - 모토하시 케이타, 오노 코지(MMJ), 오우치 타카히로
- 프로듀서 - 요네다 타카시(간사이TV), 토다 코이치(MMJ), 혼고 타츠야(MMJ), 키소 키미코(MMJ）
- 제작협력 - MMJ
- 제작자 - 간사이TV

## 시청률
| 회차               | 방영일자 | 부제                                                                                             | 시청률 |
| ------------------ | -------- | ------------------------------------------------------------------------------------------------ | ------ |
| Case1              | 7월 17일 | 생활 보호의 뒷면에 인간 드라마... 신인 공무원이 분투! 生活保護の裏に人間ドラマ…新人公務員が奮闘! | 7.6%   |
| Case2              | 7월 24일 | 부정 수급 의혹! 고교생의 비밀 不正受給疑惑! 高校生の秘密                                         | 5.5%   |
| Case3              | 7월 31일 | 꿈과 돈... 가족의 정을 되찾아라 夢と金…家族の絆を取り戻せ                                        | 5.8%   |
| Case4              | 8월 7일  | 열심히 사는 미혼모의 고독 頑張るシングルマザーの孤独                                             | 5.5%   |
| Case5              | 8월 14일 | 부모와 자식의 수수께끼를 풀어라! 한다 vs 쿄고쿠 親子の謎を解け! 半田vs京極                       | 4.8%   |
| Case6              | 8월 21일 | 부모와 자식의 수수께끼 해명! 다가올 아버지의 공포 親子の謎解明! 迫る父の恐怖                     | 4.9%   |
| Case7              | 8월 28일 | 웃지 않는 철의 여자 vs 일하지 않는 남자 笑わない鉄の女vs働かない男                               | 5.3%   |
| Case8              | 9월 4일  | 죽음의 병과 싸워라! 쓰레기 같은 남자의 진실 死の病と戦え! クズ男の真実                           | 5.6%   |
| Case9              | 9월 11일 | 딸보다 돈, 육아를 포기한 엄마와 대결 娘より金 育児放棄の母と対決                                 | 6.5%   |
| Case10             | 9월 18일 | 목숨을 지키는 마지막 보루...우리가 할 수 있는 일 命守る最後の砦…私たちができること               | 5.8%   |
| 평균 시청률 : 5.8% |          |                                                                                                  |        |